# 中德运河

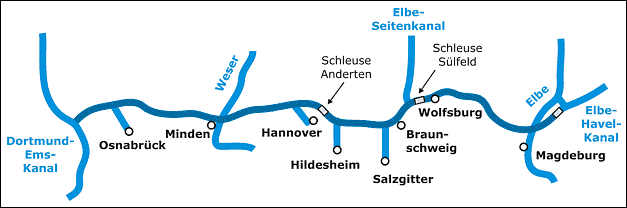

中德运河（德語：Mittellandkanal，缩写为MLK）是位于德意志联邦共和国中部的一条运河，具有联邦航道法律地位。中德运河是德国最长的人工水道，长达325,3千米，算上其支渠和连接渠共长392千米。它联通了多特蒙德-埃姆斯运河、威悉河、易北河和易北-哈弗尔运河。从更广泛的意义上来说，中德运河是莱茵河、易北河和奥得河连接枢纽的一部分。在西段，它通过多特蒙德-埃姆斯运河与莱茵-黑尔讷运河、威悉-达特尔恩运河连接莱茵河；在东段，它通过易北-哈弗尔运河与下哈弗尔水道以及哈弗尔-奥得水道连通奥得河。从欧洲的维度来看，中德运河将西欧的荷兰、比利时、卢森堡、法国和瑞士等国与中欧的波兰和捷克连接起来。
该运河也被人称作埃姆斯-威悉运河、威悉-埃姆斯运河、威悉-易北运河、莱茵-易北运河或者埃姆斯-威悉-易北运河，然而这些都是古老的或者区域性的名称，现已很少使用。中文称作中德运河或中部运河，音译为米特尔兰运河或米德兰运河。

## 流向

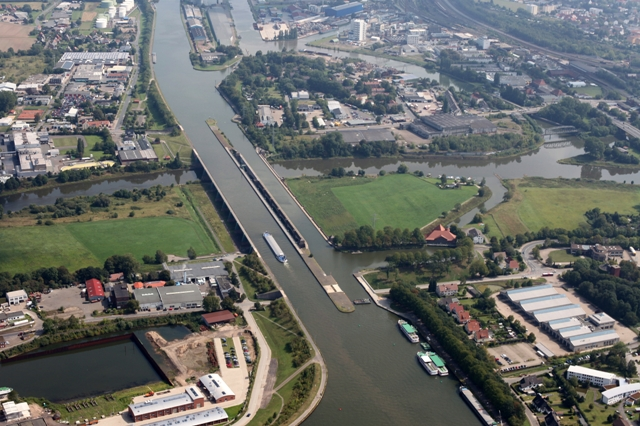
中德运河与威悉河交汇处

中德运河东起赫尔斯特尔与多特蒙德-埃姆斯运河交汇处（52°16′37″N 7°36′18″E / 52.27694°N 7.60500°E），然后朝北流过条顿堡森林，经过汉诺威，在马格德堡附近与易北河交汇（52°14′46″N 11°44′49″E / 52.24611°N 11.74694°E）。在距马格德堡不远处它还连接了易北-哈弗尔运河，使得通往柏林和波兰的连续通航成为可能。
运河在明登通过两个高架渠越过威悉河（第二条在1998年完成）在马格德堡附近也通过一个高架渠穿过易北河。此外，还在伊森比特尔、奥斯纳布里克、汉诺威-林登、汉诺威-米斯堡、希尔德斯海姆和萨尔茨吉特有侧运河。中德运河还在沃尔夫斯堡西部通过易北旁侧运河连接到汉堡和（通过易北-吕贝克运河）波罗的海。

## 建造和历史

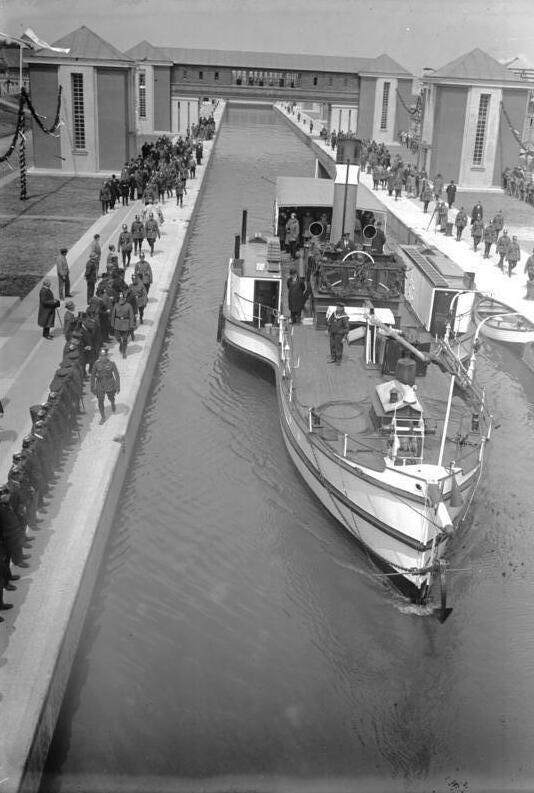
Anderten船闸落成庆典（1928年）

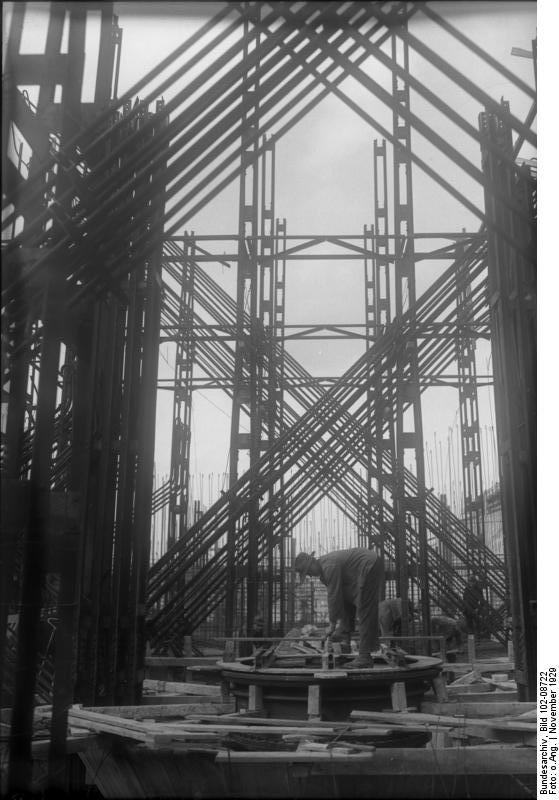
1929年，在汉诺威附近修建的中德运河

在德国中部山脉以北的北德平原修建航道沟通莱茵河与易北河的计划最早产生于1856年。水利工程师莱奥·西姆弗通过计算证明了该项目的经济效益，设计了航道线路，并且指导了运河大部分的修建工作。然而这个工程遭遇了激烈的争论，因为东易北河的地主们担心廉价商品通过运河从西部渗透过来。作为一种妥协，到汉诺威区段的运河随着1905年4月1日普鲁士水法的生效而确定下来。次年，运河从Bergeshövede到汉诺威的第一段开始修建。这段运河的西段连接了多特蒙德-埃姆斯运河。接下来的第一次世界大战严重的影响了运河的建造进度，但是到1915年直到明登的这段运河（那时还名为埃姆斯-威悉运河）已经建成并投入使用。

### 标准截面
- 梯形断面（斜坡）：宽55米，深4米，通行高度5.25米
- 矩形断面（护土墙）：宽42米

上述的断面在很多位置都是互相混合的： 例如一侧是梯形断面，而另一侧则是矩形断面；或者护土墙在水面以下结束，而水面上则是斜坡。因此水面的宽度也是不尽相同的。